# Hymenogyne
Hymenogyne (лат.) — род суккулентных растений семейства Аизовые (Aizoaceae), произрастающий на территории Капской провинции ЮАР.

## Название
Родовое латинское (научное) название Hymenogyne образовано от греческих слов hymen, — «мембрана», и gyne, — «женщина, женские органы», в связи с наличием крыльев на семенах.
Из-за отсутствия официального русскоязычного названия рода в авторитетных источниках, вероятное произношение на русском языке может быть сформировано на основе этимологии и транслитерации как «Гименогине».

## Ботаническое описание
Растения однолетние. Листья расположены супротивно, прикорневые или собраны в пучки на концах распростёртых или горизонтально расположенных стеблей. Листья плоские, с черешком, покрыты волосками у основания, и не срастаются между собой.
Цветки в большинстве случаев одиночные, расположены на длинных вертикальных цветоножках, во время плодоношения открыты днем и закрыты ночью. Чашелистиков 5. Лепестки свободные или почти свободные, меняют цвет от слоновой кости до жёлтого, со временем выцветают до оранжевого оттенка. Нектарник малозаметен, окружен слабозубчатым кольцом. Плод — коробочка, разделенная на 8—12 гнезд.
Число хромосом — 9.

## Таксономия
Hymenogyne Haw., первое упоминание в Saxifrag. Enum. 2: 192. 1821. Род входит в подсемейство Ruschioideae, в трибу Apatesieae.

### Синонимы[5]
- Thyrasperma N.E.Br.

### Виды
Согласно данным сайта «Список растений Мировой флоры онлайн» на июнь 2023 года, род состоит из 2 видов:
- Hymenogyne conica L.Bolus
- Hymenogyne glabra (Aiton) Haw. typus